# Martín Barragán
Martín Barragán Negrete (Tizapán el Alto, 14 luglio 1991) è un calciatore messicano, attaccante dell'Atlético La Paz.

## Carriera

### Club
Ha sempre giocato nel campionato messicano.

### Nazionale
Dopo aver esordito con la maglia della nazionale nel 2017 è stato convocato per la Gold Cup.